# Сан Мауро Чиленто
Сан Мауро Чиленто (итал. San Mauro Cilento) је насеље у Италији у округу Салерно, региону Кампанија.
Према процени из 2011. у насељу је живело 391 становника. Насеље се налази на надморској висини од 562 м.

## Становништво
| 1931. | 1936. | 1951. | 1961. | 1971. | 1981. | 1991. | 2001. | 2011. |
| ----- | ----- | ----- | ----- | ----- | ----- | ----- | ----- | ----- |
| 1.148 | 1.219 | 1.307 | 1.290 | 1.300 | 1.159 | 1.079 | 1.011 | 985   |